# Bevriezing (waterloop)
Bevriezing van waterlopen kan verwijzen naar:
- het proces waarbij als gevolg van stolling een continue ijsbedekking ontstaat op waterlopen en waterlichamen, ook wel ijsvorming genoemd;
- de periode van bevriezing; de periode waarin er een continue ijsbedekking op waterlopen en andere wateren aanwezig is.

De duur van de ijsbedekking en de dikte van het ijs hangen af van een aantal factoren:
- de duur van de vorstperiode en het temperatuurverloop tijdens de winter (zoals de hoeveelheid vorst en het aantal ijsdagen);
- de aard van het waterlichaam;
- de dikte van het ijs;
- het windregime: wind versnelt de warmteafvoer en daarmee de ijsvorming, maar harde wind zorgt voor een betere menging van met het water met het warmere grondwater[1];
- de aanwezigheid van droge lucht: door de verdamping en de daarmee gepaard gaande warmteonttrekking groeit het ijs dan sneller aan[1];
- menselijke invloed: Door de inzet van ijsbrekers kan vast ijs weer worden opgebroken. Dit gebeurt doorgaans in vaargangen die voor de scheepvaart van belang zijn. Er zal dan hooguit sprake zijn van ijsgang door drijfijs. Ook bemaling en verontreiniging van het water kunnen de ijsvorming belemmeren.[1]

Kleine rivieren en niet-stromende wateren bevriezen sneller dan grote rivieren. Bergrivieren hebben door de snelle stroming meestal geen solide ijslaag. Snelstromende wateren of warme waterstromen (afval, grondwater), kunnen ijsvrij blijven en worden polinia's genoemd.
In sommige regio's wordt bij voldoende ijsdikte een ijsweg aangelegd, soms als onderdeel van een winterweg.